# Ак буре
Ак буре (тат. Ак бүре, Aq büre; букв. — Белый волк) — персонаж тюрко-татарской и тюрко-монгольской мифологии; первопредок (тотемный предок) и предводитель тюрок.

## Образ
Образ Ак буре восходит к образу Сивого волка (Борте-Чино), который является общим для тюрко-монгольских народов.
Некоторые древнетюркские генеалогические легенды сохранились в древнекитайских источниках. По одной из них, народ туг-ю происходит из племени со, обитавшем когда-то к северу от племён хунну. Старший из 70 братьев Туг-ю — Нишиду, был рождён от волчицы.
В другой легенде говорится про предков хунну, которые произошли от волка и красавицы дочери шаньюя (хана или кагана тюрков более поздних эпох).
В алтайском сказании «Ак-Тойчы» волк показан покровителем и воспитателем мифологического героя.
В героическом эпосе огузов под названием «Китабы Деде Коркут» фигурирует Сивый волк, появлению которого постоянно сопутствуют солнечные лучи, что прямо свидетельствует о его божественном происхождении. Он указывает путь Огуз-кагану и его войску и тем самым обеспечивает им победу.
В татарских и башкирских легендах подчеркивается мессианская роль Ак буре: он спасает от гибели затерявшееся в чащобах или горах племя. В татарской сказке «Ак бүре» он является могущественным и суровым хозяином дремучего леса и имеет власть над жизнью и смертью.
В «Сокровенном сказании» монголов (XIII в.) говорится, что предком Чингисхана был Борте-Чино, родившийся по изволению Вышнего Неба, а праматерью — Гоа-Марал («каурая лань»).
Предположительно, Ак буре является тотемным предком булгарских племён; белая (сивая) масть говорит о его божественном, небесном происхождении.
Ак буре обладает двойной природой: он может являться и в облике сказочной птицы, и красивого джигита, и богатырского коня.
Образ Ак буре нашел отражение в историческом романе Н. Фаттаха «Итил суы ака торур» («Итиль-река течёт», 1972). Основные события этого романа разворачиваются в роду Ак буре в Волжской Булгарии Х в.